# 나카다 문화

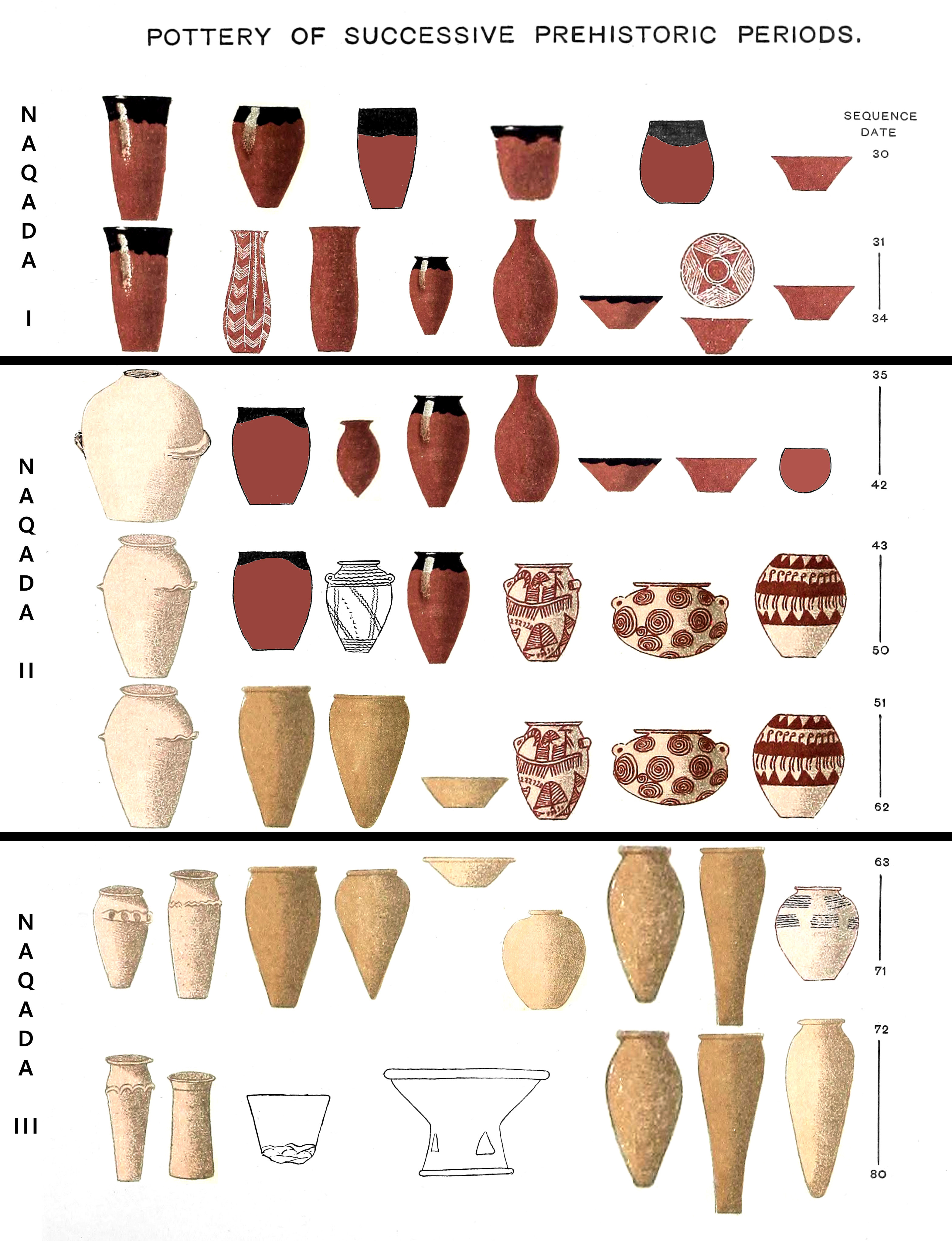
나카다 문화 분기별 토기 변화

나카다 문화(영어: Naqada culture)는 동기 시대 선사 이집트의 고고학적 문화이다. 케나 주에 위치한 고장인 나카다에서 이름을 따왔다. 기원전 44~30세기경에 출몰한 문화로 여겨졌으나, 2013년 옥스퍼드 대학 탄소연대 측정팀 연구에서는 그보다 살짝 늦은 기원전 3800~3700년에 처음 나타난 것으로 재추정되었다.
나카다 1기·2기·3기로 나뉘며, 끝무렵인 나카다 3기는 고대 이집트의 시대 가운데 전기 청동기 시대에 해당하는 이집트 원왕조 시기를 가리키는 용어이기도 하다.

## 같이 보기
- 바다리 문화
- 이집트 제1왕조